# Gyminda fimbrillata
Gyminda fimbrillata är en benvedsväxtart som beskrevs av Lundell. Gyminda fimbrillata ingår i släktet Gyminda och familjen Celastraceae. Inga underarter finns listade.